# Скуарцина, Луиджи
Луиджи Скуарцина (итал.  Luigi Squarzina ; 18 февраля 1922, Ливорно — 8 октября 2010, Рим) — итальянский театральный режиссёр
 и драматург.

## Биография
Родился 18 февраля 1922 года в Ливорно. Учился в Риме, в Liceo Classico Tasso, где был одноклассником Витторио Гассмана.
Получил диплом с отличием в области права. В 1944 году он дебютировал как режиссёр, экранизировав роман Стейнбека «О мышах и людях».
В 1946 году окончил Национальную академию драматического искусства. В 1952 организовал и совместно с В. Гасманом возглил «Театр итальянского искусства» в Риме.
После постановки «Гамлета» Шекспира в этом театре Скуарцина становится одним из ведущих режиссёров Италии. В последующие годы Скуарцина ставил спектакли в ведущих драматических и оперных театрах страны.
В 1962 году стал руководителем «Театро стабиле» в Генуе (совместно с И. Кьезой). Он ставил спектакли не только в Генуе, но и в «Ла Скала» (Милан) и Римской опере. Спектакли по пьесам К. Гольдони, У. Шекспира, Ф. М. Достоевского, Л. Пиранделло в его постановке шли с большим успехом, но он ввёл репертуар театра пьесы некоторых современных зарубежных и итальянских авторов.
В 1948 году Скуарцина дебютировал как драматург. Пьесы Скуарцины, участника Движения Сопротивления, направленные против фашизма, иногда встречали противодействие цензуры. Его пьесы «Три четверти луны» (1953), «Её роль в истории» (1955), «Девушка из Романьи» ('Романьола', 1957), «Пять дней в порту» (1968, совместно с В. Фаджи), «8 сентября» (1972, совместно с Э. Де Бернартом и Р. Дзангранди) и др. проникнуты острым политическим пафосом.
В 1976—1983 годы Скуарцина руководил «Театро стабиле» в Риме.
Скуарцина иногда выступал как актёр, за свою дебютную роль в фильме Франческо Рози «Дело Маттеи» он получил Серебряную ленту как лучший новый актёр.
Скончался 8 октября 2010 года в Риме.